# Toxotrypana australis
Toxotrypana australis är en tvåvingeart som beskrevs av Blanchard 1960. Toxotrypana australis ingår i släktet Toxotrypana och familjen borrflugor. Inga underarter finns listade i Catalogue of Life.